# Tlustohlavec tasmánský
Tlustohlavec tasmánský (Psychrolutes marcidus), česky též „sliznatá ryba“, je druh hlubinné ryby z čeledi tlustohlavcovitých, která obývá hluboké pobřežní vody u Austrálie a Tasmánie.
Ryba žije v hloubkách mezi 800 až 1500 metry, kde je mnohonásobně vyšší tlak než u hladiny. V takovém prostředí by byl plynový měchýř, který většině ryb umožňuje volně se vznášet v různých hloubkách, neúčinný. Místo toho je tělo ryby tvořeno převážně rosolovitou hmotou, jež má mírně menší hustotu než voda, což jí umožňuje vznášet se nad mořským dnem a neplýtvat přitom zbytečně energií na plavání.
Sliznatá ryba dorůstá asi 30 cm délky, je druhotně bezobratlá a nemá žádné silné kosti (kostní tkáně jsou výrazně redukované), což ovlivňuje tvar jejího těla. Relativní nedostatek svalové hmoty pro ni neznamená nevýhodu, jelikož se převážně živí tím, co jí moře přinese až „pod nos“.
Tyto ryby se stávají vedlejším úlovkem při rybolovu pomocí sítí tažených po mořském dně. Takový hlubokomořský lov v oblastech jejich jediného výskytu – v australských pobřežních vodách – může vážně ohrozit existenci tohoto rybího druhu.
O sliznaté rybě se tvrdí, že je nejošklivější rybou, či dokonce jedním z nejošklivějších živočichů na světě. Téměř všechny fotografie tlustohlavce jsou ale pořízeny až po vytažení z vody, kdy je jeho tělo deformováno vlivem rychlé změny tlaku během vylovení z velkých hloubek. V přirozeném prostředí tato ryba vůbec sliznatě nevypadá.

## Synonyma
- Neophrynichthys marcidus McCulloch, 1926.[10]